# Stanislav Lobotka
Stanislav Lobotka, född 25 november 1994, är en slovakisk fotbollsspelare som spelar mittfältare för den italienska klubben Napoli i Serie A och Slovakiens landslag. Lobotka var med och vann Serie A med Napoli säsongen 2022/2023.

## Klubbkarriär
Lobotka inledde sin fotbollskarriär i AS Trenčín 2011 och gjorde sin debut i slovakiska superligan den 4 mars 2012 mot Banska Bystrica. Inför säsongen 2013/2014 lånades han ut till Jong Ajax. I augusti 2015 värvades han av danska FC Nordsjælland där han snabbt blev en viktig spelare för laget och blev framröstad till lagets bästa spelare två gånger. Han såldes därefter vidare till spanska Celta Vigo där han blev lagkamrat med bland annat John Guidetti. Efter ett par bra säsonger i Celta Vigo fick Napoli upp ögonen för Lobotka och affären blev ett faktum den 15 januari 2020. Han gjorde sin Serie A-debut för klubben i en match mot topplaget Juventus den 26 januari 2020.

## Landslagskarriär
Lobotka gjorde sin debut för det slovakiska landslaget den 15 november 2016 i en träningslandskamp mot Österrike, matchen slutade 0-0. Lobotka blev uttagen i Slovakiens trupp till Fotbolls EM 2021 och 2024.